# Bo Jonasson
Bo Jonasson, född 25 juli 1917 i Älvros församling, Jämtlands län, död 24 maj 2005 i Sollentuna församling, Stockholms län, var en svensk proletärförfattare.
Bo Jonasson växte upp med sin mormor och morfar under fattiga förhållanden, vilket han skildrade i sin författardebut 1978 med boken Kamrater under Svettfanan, på Författarförlaget i serien Liv i Sverige. Bo Jonassons författarskap fokuserade på arbetarnas hårda villkor under första halvan av 1900-talet, med framförallt självupplevda berättelser i skogen, gruvor och fabriker. Bo Jonasson var en av medlemmarna i Sollentunaförfattarna.